# Alice Dadgostar
Alice Dadgostar, född 22 maj 1995 i Göteborgs domkyrkoförsamling, Göteborgs och Bohus län, är en svensk journalist och författare.

## Biografi
Dadgostar debuterade 2019 med romanen Roxy. Boken utspelar sig i Instagramgenerationens kulisser där huvudpersonen Roxy tycks vilja bota alla sina sår med populärkulturella referenser och coola barhäng. GP:s recensent skriver att romanen känns både oavslutad och icke-genomarbetad, men att det inte stör då boken är skriven slagfärdigt och igenkännande. Den tar sig an like-kulturens baksida och den ångest som kommer när man fått alltför få likes på sina inlägg.
Dadgostar gav 2022 ut Göra mig förtjänt. I boken ger hon röst åt en ung förskolevikarie och skildrar hennes vardag, med stress och överväldigande krav, men även ljuspunkter i kontakten med barnen och deras föräldrar. GP:s recensent beskriver boken som ett viktigt tidsdokument som kan väcka nödvändiga samtal om skolan.
Sedan 2022 arbetar Dadgostar på Studio Olga där hon bland annat producerar poddokumentärer för Sveriges Radios program P3 ID.

### Familj
Alice Dadgostar är syster till politikern Nooshi Dadgostar.